# 三少
三少（さんしょう）または三孤（さんこ）は、古代中国にあった少師・少傅・少保という三つの官職の総称である。政治全体をみる太師・太傅・太保という三公の副官とされた。九卿の一部。

## 解説
戦国時代に成立した『書経』（尚書）の中にある「周官」に見える。「周官」は周の制度を理想化した創作物だが、長く真実と信じられて影響を保った。それによれば、三少は三公（太師・太傅・太保）を輔ける役職で、三孤とも呼ばれた。司徒・宗伯など他の六つの官を六卿、三少を孤卿として、あわせて九卿という。六卿が実務行政を指揮して多数の部下を持つのに対し、孤卿は三公の補佐で下僚を持たない。
南北朝時代に、周の制度にならうとして導入されたが、実態はともなわず、他の官職につく者が兼ねる称号にとどまった。